# Vereinigte Gaswerke in Augsburg
Die Vereinigte Gaswerke in Augsburg Aktiengesellschaft war ein deutsches Gasproduktions- und -Versorgungsunternehmen, das in mehreren Staaten an zahlreichen Standorten unternehmerisch tätig war.

## Geschichte
Das Unternehmen wurde am 6. August 1883 gegründet. Zweck war die Errichtung, der Erwerb, die Pachtung und der Betrieb von Anlagen zur Erzeugung, zum Bezuge und zur Abgabe von Licht-, Wärme- und Kraftmitteln aller Art, sowie von Wasser. Einer der Gründer war August Riedinger.
Nach dem Ersten Weltkrieg ging der Großteil der Unternehmensstandorte außerhalb Deutschlands verloren. In den 1930er-Jahren kam es zu wesentlichen Änderungen.
1933 wurde eine Fusion mit der "Gesellschaft für Gasindustrie in Augsburg" vorgenommen. Im gleichen Jahr schloss die AG für Licht- und Kraftversorgung in München (LUK München)  mit der Aktiengesellschaft Vereinigte Gaswerke Augsburg einen Betriebsberatungsvertrag ab und nahm ab 1. April 1934 die Betriebs- und Geschäftsführung der Gesellschaft.
Ab 1943 war die AG für Licht- und Kraftversorgung in München der bestimmende Aktionär. Am 1. Januar 1952 wurden die Vereinigten Gaswerke in Augsburg mit der LUK vereint, im Jahr 1979 ging die LUK in der Thüga auf.

## Wirtschaftlichkeit
Auffällig war die besonders hohe Dividende von durchwegs über 11 %, die das Unternehmen (nachgewiesen für die Geschäftsjahre 1902/1903 bis 1906/1907) seinen Aktionären auszahlen konnte.

## Weitere Unternehmensaktivitäten
An der damaligen Österreichischen Riviera hatte das Unternehmen die Konzession für die Gleislose Bahn Pirano–Portorose und nach deren Stilllegung jene der Straßenbahn Pirano–Portorose inne.

## Standorte
Im Jahr 1896 betrieb das Unternehmen Gaswerke an folgenden Standorten:
- Arnau
- Asch
- Baja
- Biberach
- Bozen
- Chrudim
- Freising
- Gunzenhausen
- Hohenelbe
- Königinhof
- Langenschwalbach
- Lugano
- Marburg an der Drau
- Markt Redwitz
- Neusatz
- Pancsowa
- Szabadka